# أوس شقرة
أوس شقرة (22 أبريل 1908 - 1 أبريل 1992) فيلسوف وجودي وسياسي. كان سفيراً لفلسطين لدى الأمم المتحدة عام 1991؛ وهو المنصب الذي شغله لمدة 6 أشهر.